# Where Have All the Flowers Gone?

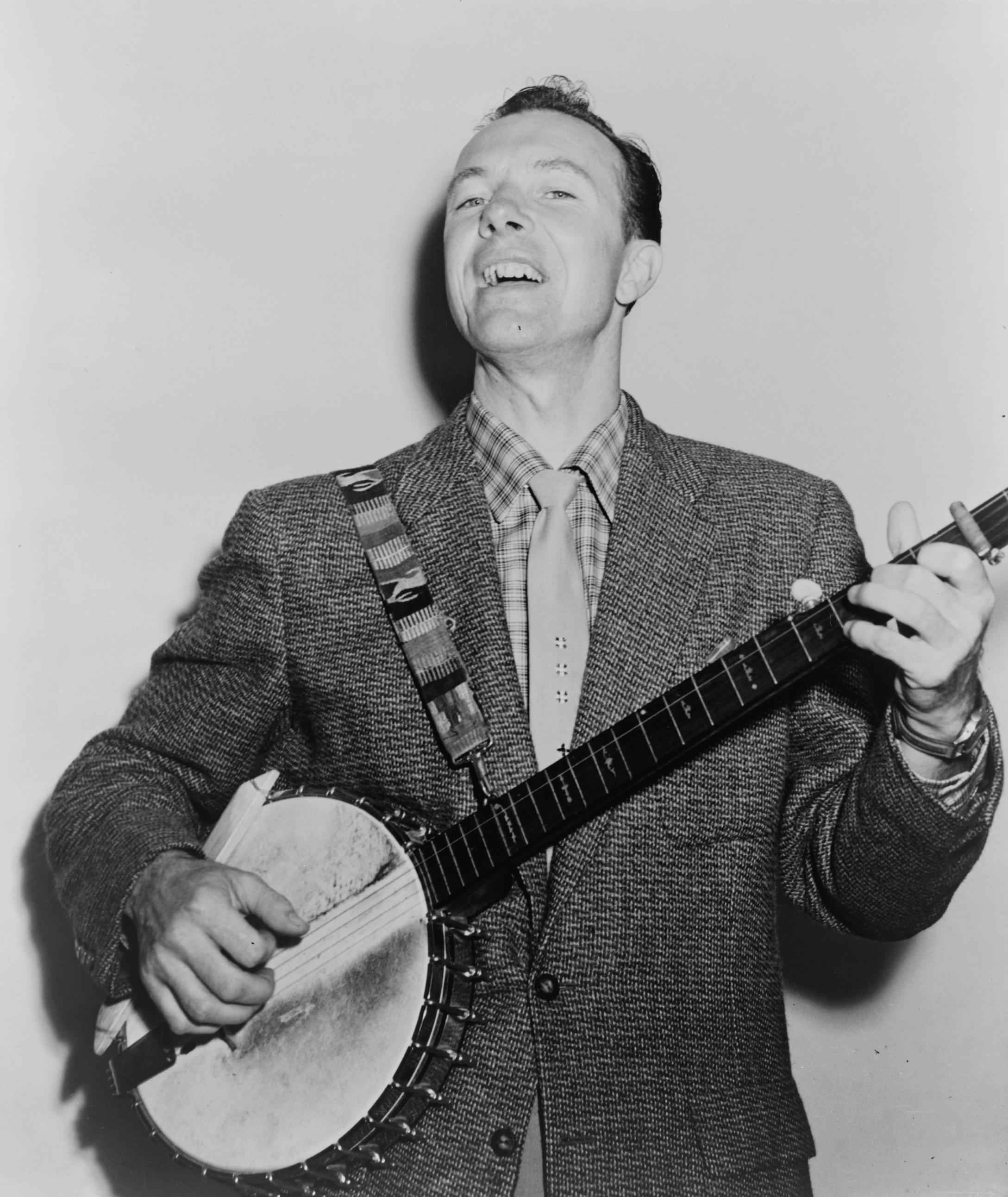
Seeger v roce 1955

„Where Have All the Flowers Gone“ je folková protiválečná píseň amerického hudebníka Peta Seegera, v českém prostředí známá spíše jako Řekni, kde ty kytky jsou. První tři sloky byly napsány roku 1955 a vydány v časopise Sing Out!; další verše dodal v květnu 1960 zpěvák Joe Hickerson a píseň získala svou specifickou podobu, kdy poslední sloka odkazuje na první a všechny dohromady tak tvoří jakýsi kruh.
Píseň nazpívalo mnoho interpretů, mimo jiné Marlene Dietrich, Joan Baez, Dalida, Peter, Paul and Mary či The Kingston Trio. Byla také přeložena do nejméně 25 jazyků včetně češtiny.

## Vznik
Inspiraci pro napsání píseň získal Seeger v říjnu roku 1955 na cestě letadlem na koncert do Ohia. Listovav ve svém sešitu, narazil na citát z Šolochovova románu Tichý Don (1934), který podle pozdějšího vyjádření četl "aspoň rok nebo dva předtím". Úryvek odkazoval na kozáckou lidovou píseň Tovchu, tovchu mak a Seeger jej využil pro tři sloky své písně:
| А где ж гуси? В камыш ушли. А где ж камыш? Девки выжали. А где ж девки? Девки замуж ушли. А где ж казаки? На войну пошли … | A kde jsou husy? Utekly v rákosí. A kde je rákosí? Dívky je sebraly. A kde jsou dívky? Dávno se provdaly. A kde jsou kozáci? Odešli do války. | Where are the geese? They ran into the reeds. Where have the reeds gone? Gathered by the girls. Where are the girls? They've all taken husbands. Where are the men? They have gone off to war. |

Jako základ pro složení melodie Seegerovi posloužily ruská lidová píseň Koloda Duda a americká Drill, Ye Tarriers, Drill, napsaná roku 1888 Thomasem F. Caseyem.
Seeger nazpíval první tři sloky písně a vydal je roku 1960 na svém albu The Rainbow Quest. Ale teprve Joe Hickerson zavedl v tomtéž roce čtvrtou a pátou sloku a závěrečné opakování sloky první. Této konečné verze se ještě koncem roku 1960 ujali Peter, Paul and Mary, o rok později píseň proslavila nahrávka The Kingston Tria. (Jeho členové se zprvu domnívali, že jde o lidovou píseň, a uváděli ji bez autora; z omylu je vyvrátil teprve telefonát od samotného Seegera.)
Písně se poté ujalo i mnoho dalších interpretů a také byla přeložena do mnoha různých jazyků.
Píseň s českým textem Řekni, kde ty kytky jsou, jehož autorkou je Jiřina Fikejzová, nazpívaly například Judita Čeřovská, Marie Rottrová či Marta Kubišová. Existuje také český text Kdo těm růžím vůni vzal od Jana Schneidera, nazpívaný v živém vystoupení Martou Kubišovou. Svou verzi nahrála i skupina Spirituál kvintet, s textem I. Macha a J. Tichoty Kdepak všechny květy jsou.
| Jazyk         | Název písně                                        |
| ------------- | -------------------------------------------------- |
| Angličtina    | Where have all the flowers gone?                   |
| Čeština       | Řekni, kde ty kytky jsou                           |
| Esperanto     | Ĉiuj floroj estas for                              |
| Estonština    | Kuhu küll kõik lilled jäid                         |
| Finština      | Minne kukat kadonneet                              |
| Francouzština | Qui peut dire où vont les fleurs?                  |
| Hebrejština   | איפה הפרחים כולם Eifo Haprachim Kulam              |
| Chorvatština  | Kamo je cvijeće otišlo?                            |
| Irština       | Cá bhfuil siad uainn, scoth na mbláth?             |
| Italština     | Dove andranno i nostri fiori?                      |
| Japonština    | Hana wa doko e itta?                               |
| Katalánština  | Què se n'ha fet d'aquelles flors?                  |
| Maďarština    | Hova tűnt a sok virág?                             |
| Němčina       | Sag mir, wo die Blumen sind                        |
| Nizozemština  | Zeg me waar de bloemen zijn                        |
| Polština      | Gdzie są kwiaty z tamtych lat?                     |
| Portugalština | Para onde foram todas as flores                    |
| Rumunština    | Unde au dispărut toate florile                     |
| Ruština       | Где цветы, дай мне ответ?; Ты скажи мне, где цветы |
| Slovinština   | Kam so šle vse rožice                              |
| Španělština   | ¿Dónde están las flores?                           |
| Švédština     | Inga blommor finns det mer                         |
| Turečtina     | Söyle Çiçekler nerde?                              |
| Ukrajinština  | Де всі квіти, розкажи De vsi kvity, rozkazhy       |

## Text písně
Anglický originál (Pete Seeger, Joe Hickerson):
1. Where have all the flowers gone, long time passing?
Where have all the flowers gone, long time ago?
Where have all the flowers gone? Girls have picked them, every one!
When will they ever learn, when will they ever learn?
2. Where have all the young girls gone, long time passing?
Where have all the young girls gone, long time ago?
Where have all the young girls gone? Taken husbands, every one!
When will they ever learn, when will they ever learn?
3. Where have all the young men gone, long time passing?
Where have all the young men gone, long time ago?
Where have all the young men gone? Gone for soldiers, every one!
When will they ever learn, when will they ever learn?
4. Where have all the soldiers gone, long time passing?
Where have all the soldiers gone, long time ago?
Where have all the soldiers gone? Gone to graveyards, every one!
When will they ever learn, when will they ever learn?
5. Where have all the graveyards gone, long time passing?
Where have all the graveyards gone, long time ago?
Where have all the graveyards gone? Covered with flowers, every one!
When will we ever learn, when will we ever learn? 
Český překlad Řekni, kde ty kytky jsou od Jiřiny Fikejzové:
1. Řekni, kde ty kytky jsou, co se s nimi mohlo stát?
Řekni, kde ty kytky jsou, kde mohou být?
dívky je tu během dne otrhaly do jedné.
Kdo to kdy pochopí, kdo to kdy pochopí?
2. Řekni, kde ty dívky jsou, co se s asi mohlo stát?
Řekni, kde ty dívky jsou, kde mohou být?
Muži si je vyhlédli, do svých domů odvedli.
Kdo to kdy pochopí, kdo to kdy pochopí?
3. Řekni, kde ti muži jsou, co se k čertu mohlo stát?
Řekni, kde ti muži jsou, kde mohou být?
Muži v plné polní jsou, do války zas je zvou.
Kdo to kdy pochopí, kdo to kdy pochopí?
4. A kde jsou ti vojáci, co se s lidi mohlo stát?
A kde jsou ti vojáci, kde mohou být?
Řady hrobů v zákrytu, meluzína kvílí tu.
Kdo to kdy pochopí, kdo to kdy pochopí?
5. Řekni, kde ty hroby jsou, co se k čertu mohlo stát?
Řekni, kde ty hroby jsou, kde mohou být?
Co tu kytek rozkvétá od jara do léta .
Kdo to kdy pochopí, kdo to kdy pochopí?
6. Řekni, kde ty kytky jsou, co se s nimi mohlo stát?
Řekni, kde ty kytky jsou, kde mohou být?
dívky je tu během dne otrhaly do jedné.
Kdo to kdy pochopí, kdo to kdy pochopí?

## Ohlasy
V roce 2002 byla píseň uvedena do folkové síně slávy Grammy.
Britský magazín New Statesman ji roku 2010 zařadil mezi "Top 20 politických písní".